# Isabella Stewart Gardner
Isabella Stewart Gardner (ur. 14 kwietnia 1840 w Nowym Jorku, zm. 17 lipca 1924 w Bostonie) – amerykańska kolekcjonerka sztuki, filantropka i mecenas sztuki.
Założycielka muzeum sztuki swego imienia (1903). Budynek muzeum, utrzymany w stylu weneckich pałaców, mieści kolekcję malarstwa, zwłaszcza renesansowego, a poza tym rzeźby, grafiki, książki i rękopisy oraz wyroby rzemiosła artystycznego, z okresu od starożytności do XIX wieku. Motto Gardner, „C'est Mon Plaisir”, charakteryzuje zarówno ducha muzeum, jak i jej własny, beztroski styl.

## Życiorys
Isabella Stewart Gardner urodziła się 14 kwietnia 1840 roku w Nowym Jorku jako córka Davida Stewarta, Szkota pochodzenia, który dorobił się fortuny na handlu irlandzkim lnem i inwestycjami w górnictwie oraz Angielki, Adelii Smith. Najstarsza z czwórki dzieci, Isabella była jedyną, która dożyła wieku dorosłego, stając się z tego powodu oczkiem w głowie rodziców. Była dumna ze szkockiego pochodzenia ze strony ojca, spokrewnionego z królewską linią Stuartów, oraz angielskiego dziedzictwa matki, sięgającego roku 1650, kiedy to jej przodkowie przybyli do Bostonu, a następnie na Long Island. Kształciła się w szkołach prywatnych w Nowym Jorku i Paryżu w latach 1856–1858. W czasie pobytu w Paryżu wyjeżdżała z rodzicami do Włoch, gdzie zetknęła się ze sztuką renesansu i architekturą. Odwiedziła Rzym, gdzie zwiedzała muzea i antyczne ruiny. Przebywając w Europie wykorzystała czas na naukę języków, sprawiła sobie też nową garderobę. Powróciła do ojczyzny jako pełna życia partnerka do tańca. Była błyskotliwą i zajmującą rozmówczynią. Nie odznaczała się wielką urodą; miała rude włosy i bardzo jasną skórę, a jej portrety ukazują ją jako osobę dość szczupłą w czasach, gdy w modzie były bujne kształty. Po powrocie poznała Johna Lowella “Jacka” Gardnera, brata Julii Gardner, koleżanki ze szkoły w Paryżu.

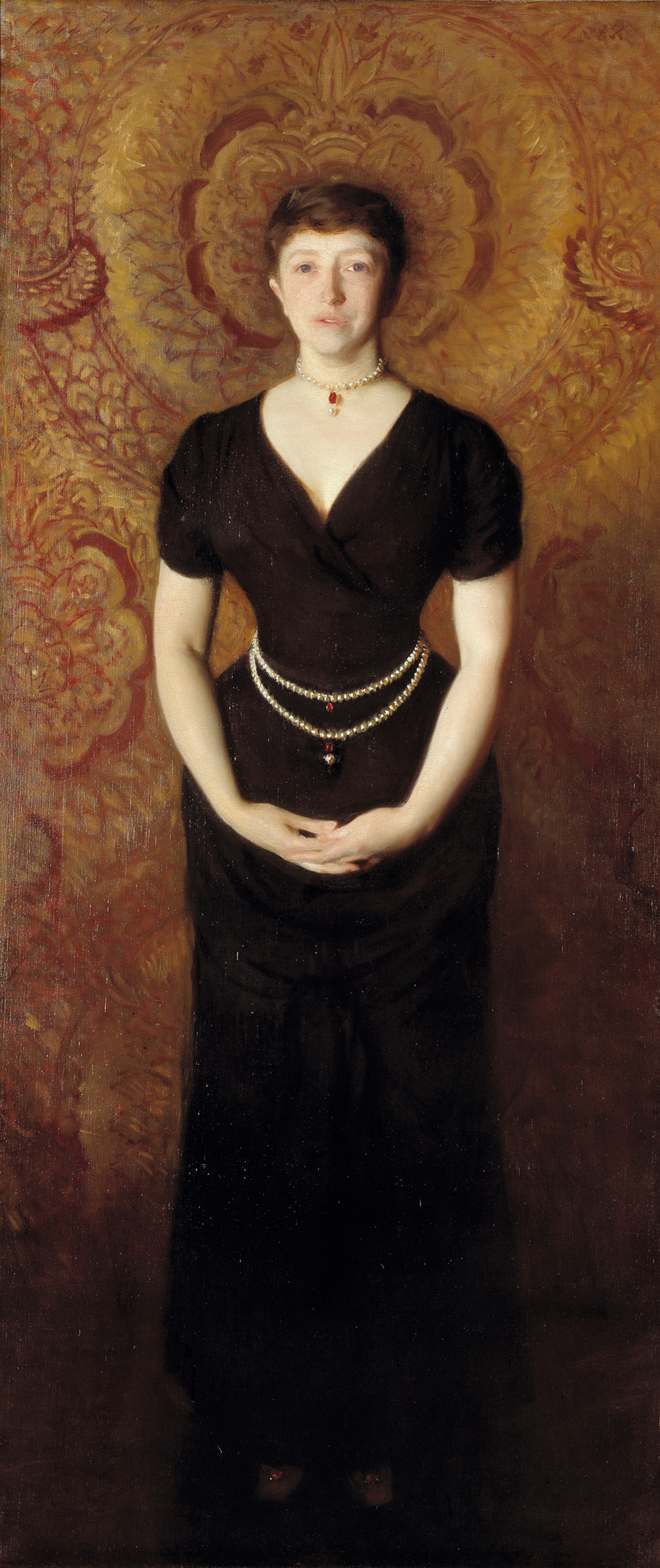
John Singer Sargent, Portret Isabelli Stewart Gardner (1888)

10 kwietnia 1860 roku Isabella Stewart wyszła za niego za mąż. John Gardner był człowiekiem majętnym. Bogactwa Gardnerowie dorobili się na handlu morskim, a później na inwestowaniu w koleje, kopalnie i młyny. Isabella i John zamieszkali przy 152 Beacon Street w Bostonie po ślubie w Nowym Jorku, a w 1863 roku Isabella urodziła pierwsze dziecko, syna. Zmarł on w ciągu dwóch lat na zapalenie płuc. Isabella poroniła wkrótce potem, a lekarze zalecili obojgu małżonkom wyjazd za granicę w celu powrotu Isabelli do zdrowia i odzyskania przez nią dobrego samopoczucia. Zgodnie z radą oboje z mężem wyjechali do Europy; podróżowali po Skandynawii, Rosji oraz do Wiednia i Paryża. Po powrocie do domu Isabella Stewart Gardner odzyskała zdrowie i pogodę ducha. Oboje nie mieli już dzieci. W 1874 roku wyjechali ponownie za granicę odwiedzając Bliski Wschód, Europę Środkową, i Paryż. Po powrocie okazało się, że zmarł jej szwagier, Joseph. Oboje z mężem zaadoptowali jego troje osieroconych dzieci. W Bostonie Isabella Stewart Gardner zyskała opinię osoby ekscentrycznej i oryginalnej, nazywano ją „jednym z siedmiu cudów Bostonu”.
W latach 70. zaczęła na serio zbierać książki, rękopisy i grafiki. Radą w tym zakresie często służył jej Charles Eliot Norton. Później jej zainteresowania przesunęły się w stronę malarstwa, a Bernard Berenson ukierunkował jej gust w stronę renesansu. W jej kolekcji znalazły się dzieła takich mistrzów jak: Giotto di Bondone, Sandro Botticelli, Tycjan, Rembrandt, Jan Vermeer, Peter Paul Rubens i inni. Nabywała również prace artystów współczesnych, których znała, w tym Johna Singera Sargenta, Jamesa McNeilla Whistlera i Andersa Zorna.
Począwszy od końca lat 80. Gardnerowie często podróżowali po Ameryce, Europie i Azji, aby poznać inne kultury i poszerzyć swoją wiedzę na temat sztuki na całym świecie. Isabella Stewart Gardner opisywała z pasją swoje podróże. Ulubionym jej celem stała się Wenecja. Razem z mężem regularnie bywała w Palazzo Barbaro, znaczącym ośrodku artystycznym, skupiającym amerykańskich i angielskich emigrantów w Wenecji. Podczas pobytu w tym mieście kupowała dzieła sztuki i antyki, chodziła do opery oraz jadała obiady w towarzystwie emigracyjnych artystów i pisarzy. Jej miłość do miasta i do kultury włoskiej zainspirowała ją do założenia muzeum. Po powrocie do Bostonu została organizatorką rozrywek i regularną sponsorką Boston Symphony Orchestra. Razem z mężem gościła znane postacie ze świata kultury, takie jak: pisarka Sarah Orne Jewett, pisarz i filozof George Santayana, działaczka społeczna Julia Ward Howe czy malarz John Singer Sargent. W archiwach zachowało się ponad 7 000 listów od 1 000 korespondentów.
Swoje zbiory Gardnerowie początkowo trzymali w domu, ale w 1896 roku stwierdzili, że jest on już za mały na ekspozycję dzieł sztuki. Zwrócili się do jednego z architektów z prośbą o zaprojektowanie odpowiedniego budynku. Jack Gardner zmarł 10 grudnia 1898 roku zostawiając Isabelli w spadku nieruchomość wartą 3,6 miliona dolarów, która dawała jej roczny dochód w wysokości 97 tysięcy dolarów w czasach, gdy podatek dochodowy nie istniał. Isabella kontynuowała koncepcję budowy muzeum. W 1898 roku kupiła w tym celu działkę. Architekt Willard T. Sears sporządził plany i w czerwcu 1899 ruszyła budowa Fenway Court. Isabella Stewart Gardner nadzorowała regularnie budowę. Budowa została zakończona w listopadzie 1901, a następny rok Gardner spędziła na rozmieszczaniu swojej kolekcji w nowym budynku. W styczniu 1903 roku jej muzeum zostało otwarte.
.

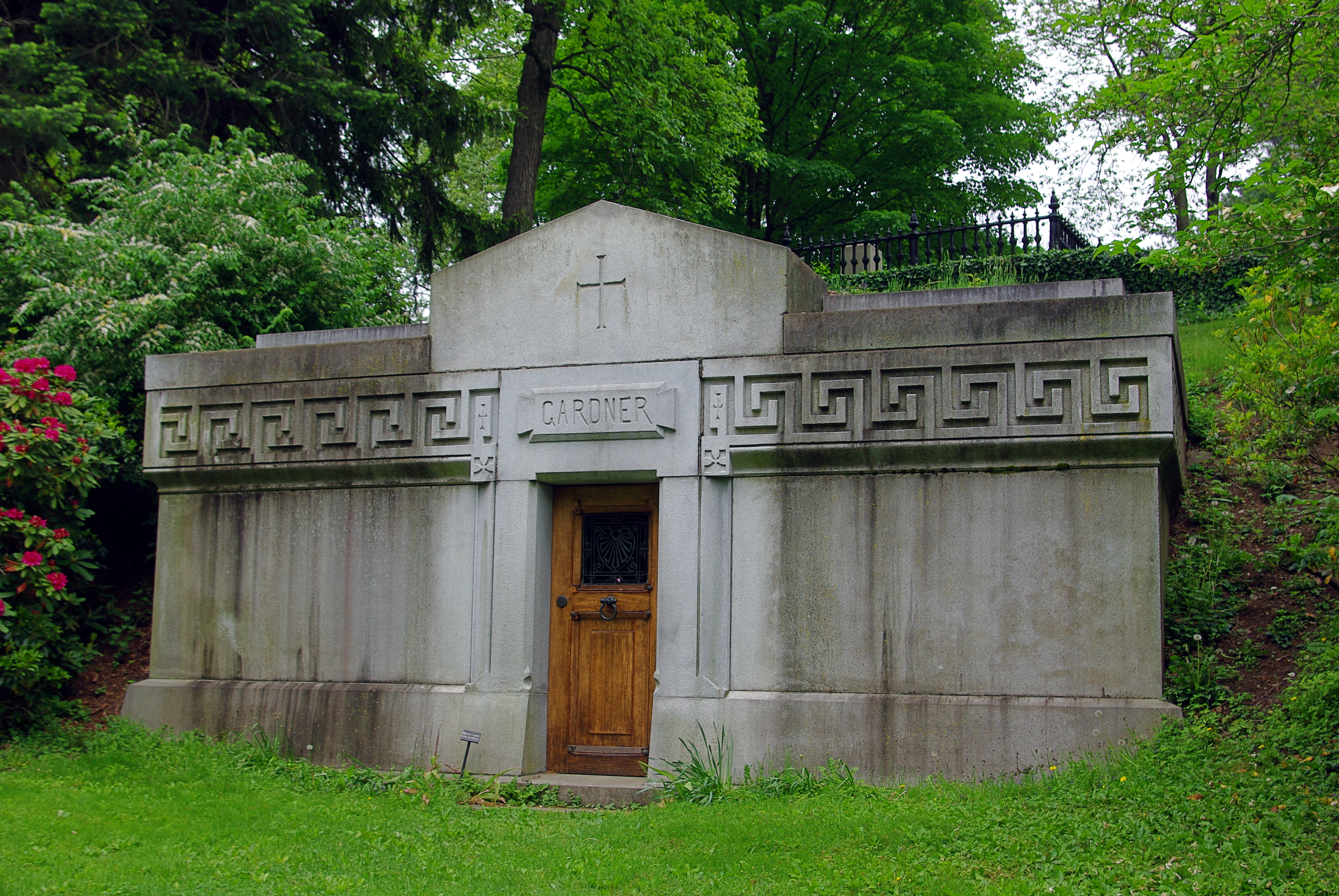
Grobowiec rodzinny Gardnerów na Mount Auburn Cemetery w Cambridge

Znalazło się w nim wiele cennych, europejskich dzieł sztuki. Pomocą w ich nabywaniu służył Isabelli Stewart Gardner dawny znajomy, krytyk sztuki, Bernard Berenson. To on doradził jej zakup obrazów z epoki włoskiego renesansu. Tylko nieliczni kolekcjonerzy byli wtedy zainteresowani tego typu dziełami, a Gardner była jedną z pierwszych, która zaczęła je z całą powagą gromadzić. Kupowała je od zubożałych klasztorów i pomniejszych rodzin książęcych. W jej muzeum znalazło się słynne Porwanie Europy Tycjana, a także jedno z arcydzieł malarstwa holenderskiego, Koncert Jana Vermeera. Nabyła również autoportret Rembrandta oraz Burzę na jeziorze galilejskim, jedyne dzieło marynistyczne tego artysty.
W 1919 roku doznała udaru mózgu i została częściowo sparaliżowana. Nie mogła odwiedzać ani przyjmować przyjaciół. Zmarła 17 lipca 1924 roku. Została pochowana na Mount Auburn Cemetery w Cambridge, pomiędzy mężem a synem.

## Znaczenie
Isabella Stewart Gardner była jedną z najważniejszych kobiecych mecenasów sztuki. Była mecenasem i przyjacielem czołowych artystów i pisarzy swego czasu, takich jak John Singer Sargent, James McNeill Whistler i Henry James. W ciągu trzech dekad podróżowania po świecie i współpracy z najważniejszymi mecenasami sztuki i doradcami, jak Bernard Berenson i Okakura Kakuzō zgromadziła znaczącą kolekcję dzieł sztuki, na którą składały się obrazy, meble, tkaniny i przedmioty z różnych kultur i okresów, w tym znane europejskie obrazy i rzeźby oraz wyroby rzemiosła artystycznego. W 1903 roku ukończyła budowę muzeum swojego imienia, przewidzianego do przechowywania swojej kolekcji Zmarła pozostawiając w spadku 1 milion dolarów na wsparcie muzeum. Zostawiła również spore zapisy na towarzystwo zapobiegania przemocy wobec dzieci, szkołę zawodową dla dzieci niepełnosprawnych czy towarzystwo opieki nad zwierzętami.